# 胡市镇 (泸州市)
胡市镇，是中华人民共和国四川省泸州市龙马潭区下辖的一个乡镇级行政单位。

## 行政区划
胡市镇下辖以下地区：
胡市社区、来龙社区、金山村、敦和村、来寺村、黄桷村和三教村。